# Eleição municipal de Linhares (Espírito Santo) em 2016
A eleição municipal de Linhares em 2016 foi realizada para eleger um prefeito, um vice-prefeito e 13 vereadores no município de Linhares, no estado brasileiro do Espírito Santo. Foram eleitos para os cargos de prefeito(a) e vice-prefeito(a), respectivamente.
Seguindo a Constituição, os candidatos são eleitos para um mandato de quatro anos a se iniciar em 1º de janeiro de 2017. A decisão para os cargos da administração municipal, segundo o Tribunal Superior Eleitoral, contou com 110 149 eleitores aptos e 21 264 abstenções, de forma que 19.3% do eleitorado não compareceu às urnas naquele turno.

## Antecedentes
Na eleição municipal de 2012, Nozinho Correa, do PDT, foi eleito prefeito de Linhares derrotando Guerino Zanon. Nozinho recebeu 37.360 votos, o que equivale a 46,28% do total de votos válidos.
Zanon (PMDB), atualmente prefeito do município, ficou em segundo lugar com 34.798 votos, o que corresponde a 43,11% dos votos válidos.

## Campanha
Com mais de 70% dos votos, a campanha do agora prefeito Zanon se baseou em promessas de remédios, limpeza da cidade e tratamento de água e esgoto, frisando a importância de priorizar os serviços básicos à população. Prometeu diminuir cargos comissionados na cidade.
Em sua campanha, Eliana Dadalto destacou o combate contra a corrupção, além de defender melhorias na saúde.

## Resultados

### Eleição municipal de Linhares em 2016 para Prefeito
A eleição para prefeito contou com 5 candidatos em 2016: Jose Zintenfeld Cardia do Partido Social Democrático (2011), Rodrigo Paneto do Partido Popular Socialista, Guerino Zanon do Movimento Democrático Brasileiro (1980), Eliana Dadalto do Partido Trabalhista Cristão, João Luiz da Cunha Teixeira do Partido dos Trabalhadores que obtiveram, respectivamente, 5 604, 2 605, 59 147, 11 562, 1 480 votos. O Tribunal Superior Eleitoral também contabilizou 19.3% de abstenções nesse turno. 
| Candidato(a)                     | Vice                            | Coligação                                 | Votos recebidos | Percentual |
| -------------------------------- | ------------------------------- | ----------------------------------------- | --------------- | ---------- |
| Guerino Zanon (MDB)              | Paulo Joaquim do Nascimento     | Todos Juntos Por Linhares                 | 59147           | 73.57%     |
| Eliana Dadalto (PTC)             | Antonio Roberte Bourguignon     | Um Novo Tempo, uma Nova Linhares          | 11562           | 14.38%     |
| Jose Zintenfeld Cardia (PSD)     | Ignez Antonia Pianca dos Santos | Linhares Com Saúde                        | 5604            | 6.97%      |
| Rodrigo Paneto (PPS)             | Luciana Romana da Silva         | Linhares de Verdade                       | 2605            | 3.24%      |
| João Luiz da Cunha Teixeira (PT) | Marciano Caliman Júnior         | Partido dos Trabalhadores (sem coligação) | 1480            | 1.84%      |

### Eleição municipal de Linhares em 2016 para Vereador
Na decisão para o cargo de vereador na eleição municipal de 2016, foram eleitos 13 vereadores com um total de 82 818 votos válidos. O Tribunal Superior Eleitoral contabilizou 3 302 votos em branco e 2 765 votos nulos. De um total de 110 149 eleitores aptos, 21 264 (19.3%) não compareceram às urnas .
| Nome                            | Partido político                         | Coligação                              | Votos recebidos | Percentual |
| ------------------------------- | ---------------------------------------- | -------------------------------------- | --------------- | ---------- |
| Ricardo Bonomo Vasconcelos      | Solidariedade (SD)                       | Renova Linhares                        | 2609            | 3.15%      |
| Odeir Rogerio Bissoli           | Partido Republicano Progressista (PRP)   | Rumo a Democracia                      | 2068            | 2.5%       |
| Amantino Pereira Paiva          | Movimento Democrático Brasileiro (MDB)   | Renova Linhares                        | 1921            | 2.32%      |
| Pedro Joel Celestrini           | Solidariedade (SD)                       | Renova Linhares                        | 1738            | 2.1%       |
| Carlos Almeida Filho            | Partido Democrático Trabalhista (PDT)    | Trabalhismo Democratico                | 1613            | 1.95%      |
| Edmar Vitorazzi                 | Partido Social Cristão (PSC)             | Partido Social Cristão (sem coligação) | 1435            | 1.73%      |
| Francisco Tarcisio Silva        | Partido Socialista Brasileiro (PSB)      | Desperta Linhares                      | 1363            | 1.65%      |
| Jean Vergilio Acacio de Menezes | Partido Republicano Brasileiro (PRB)     | Linhares do Futuro                     | 1346            | 1.63%      |
| Marcelo Pessoti                 | Partido Popular Socialista (PPS)         | Desperta Linhares                      | 1296            | 1.56%      |
| Rosa Ivania Euzebio dos Santos  | Democracia Cristã (DC)                   | Democracia Cristã (sem coligação)      | 1182            | 1.43%      |
| Estefano Luiz Silote            | Partido Humanista da Solidariedade (PHS) | Um Novo Tempo, uma Nova Linhares       | 1174            | 1.42%      |
| Gelson Luiz Suave               | Partido Social Cristão (PSC)             | Partido Social Cristão (sem coligação) | 1085            | 1.31%      |
| Tobias Santos Cometti           | Democracia Cristã (DC)                   | Democracia Cristã (sem coligação)      | 1019            | 1.23%      |

## Análise
Zanon ganhou com folga e extrema facilidade as eleições de Linhares. 
"Não é possível mais uma pessoa ir ao posto de saúde e não encontrar o remédio básico; não é possível o médico receitar um exame e ficar dois, três anos nas gavetas sem ser realizado; não é possível um pai ir com a criança às 7h da manhã no pronto socorro e ficar até o outro dia. Isso não é com muito dinheiro, é com boa vontade. E nós temos e vamos fazer", declarou ao G1 logo após ser eleito.